# Chouette du Chaco
Strix chacoensis
Espèce
Statut de conservation UICN

 NT  : Quasi menacé
Statut CITES
La Chouette du Chaco (Strix chacoensis) est une espèce d'oiseaux de la famille des Strigidae.

## Répartition
Cette espèce vit dans le sud de la Bolivie, à l'ouest du Paraguay et dans le nord de l'Argentine.